# Henri Georges Roulleaux-Dugage
 (mai 2025).
Henri Georges Roulleaux-Dugage est un homme politique français né le 25 février 1879 à Paris où il est décédé le 14 juin 1932.

## Biographie
Fils de Georges Roulleaux-Dugage, député de l'Orne, frère de Georges Henri Roulleaux-Dugage, qui lui succède comme député de l'Orne. Maire de Rouellé en 1908, conseiller général du canton de Passais en 1910, il est député de l'Orne de 1910 à 1930, siégeant à droite, à la Fédération républicaine. Il est secrétaire de la Chambre en 1918, et se spécialise dans les questions internationales. Il démissionne pour raisons de santé en 1930.

## Sources
- « Henri Georges Roulleaux-Dugage », dans le Dictionnaire des parlementaires français (1889-1940), sous la direction de Jean Jolly, PUF, 1960 [détail de l’édition]